# Vollard en toréador
Vollard en toréador est un tableau du peintre français Auguste Renoir réalisé en 1917. Cette huile sur toile est un portrait d'Ambroise Vollard, le marchand d'art responsable de l'artiste, alors qu'il porte une tenue de toréador qu'il a achetée pour un autre modèle du peintre. Elle est conservée dans la collection de Nippon Television, à Tokyo.